# Casa del Triclinio

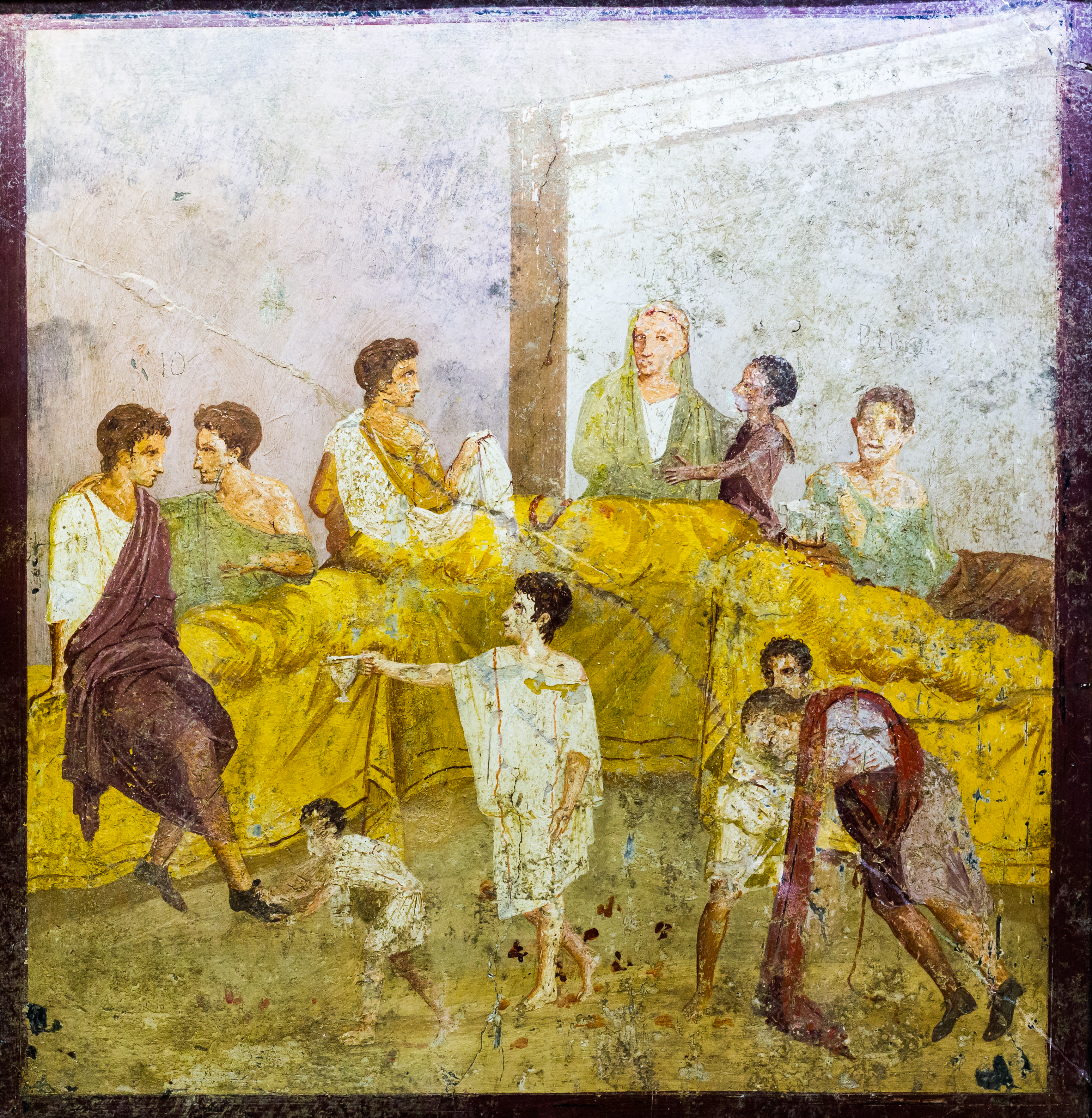
Bankettszene, Neapel MAN 120029

Bei der Casa del Triclinio (Haus des Tricliniums, auch Casa di Bacco, Haus des Bacchus) handelt es sich um ein großes Wohnhaus in Pompeji (V 2, 4), das 1883 ausgegraben wurde. Ein Raum im hinteren Teil des Hauses ist mit ungewöhnlichen Gelageszenen ausgemalt, die dem Haus seinen Namen gaben. Der Großteil dieser Bilder ist aus der Wand geschnitten worden und befindet sich heute im Archäologischen Nationalmuseum Neapel.

## Beschreibung
Das einst zweistöckige Haus wird über die Fauces betreten, von denen man in das Atrium gelangt. Darum herum sind verschiedene Räume angeordnet. Im Atrium befindet sich das Impluvium und hier befand sich ein Tisch, dessen marmorne Beine noch heute vor Ort stehen. Hier kamen auch Fragmente einer Venusstatuette zu Tage (heute Neapel Inv. Nr. 114536). An der Wand befindet sich eine Nische mit dem Bild des Jupiter. Im Atrium befand sich auch ein Medaillon mit Bacchuskopf, das dem Haus seinen alternativen Namen gab. Es folgt das Tablinum. Im hinteren Teil des Hauses befinden sich weitere Räume und das Peristyl. Ein Raum hinter dem Peristyl ist mit Malereien im 3. Stil ausgemalt, die heute jedoch stark verblasst sind. Ein Wandgemälde zeigt Pindar und Korinna. Ein weiteres Bild zeigt vielleicht Sappho. In dem danebenliegenden, größeren Raum befinden sich Malereien im 4. Stil. Die zentralen Wandgemälde zeigten die genannten Gelagezsenen, die mit Beischriften versehen sind, was eher ungewöhnlich ist. Lawrence Richardson Jr. schreibt einige Bilder im Haus verschiedenen Malern zu. Einige Landschaftsbilder gehören nach ihm zum Boscotrecase-Maler, der dem 3. Stil angehört. Die Gelageszenen in dem Raum am Peristyl, die dem Haus seinen Namen gaben, stammen nach ihm vom Triclinio-Maler, der seinen Notnamen anhand dieser Bilder erhielt.

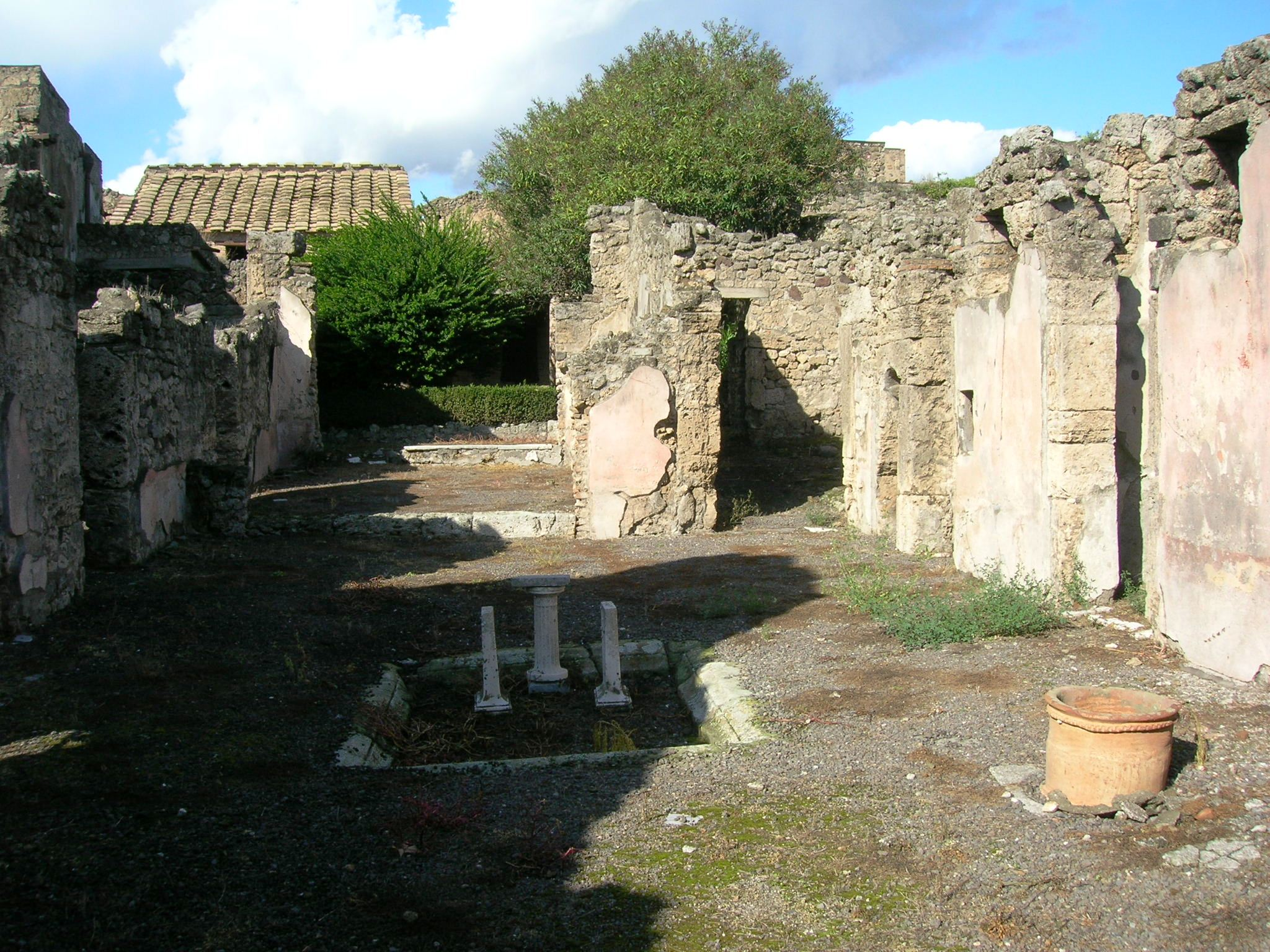
Blick auf das Atrium
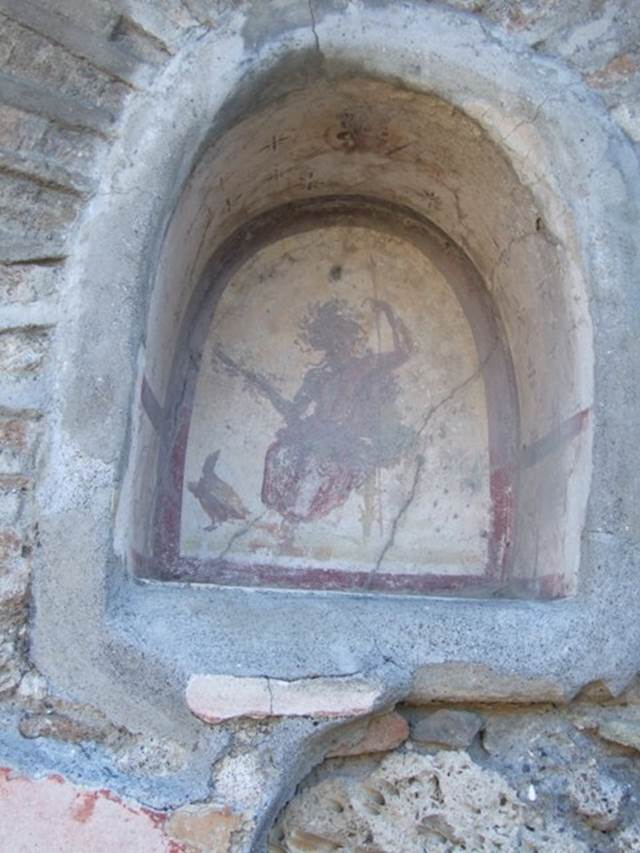
Ausgemalte Nische
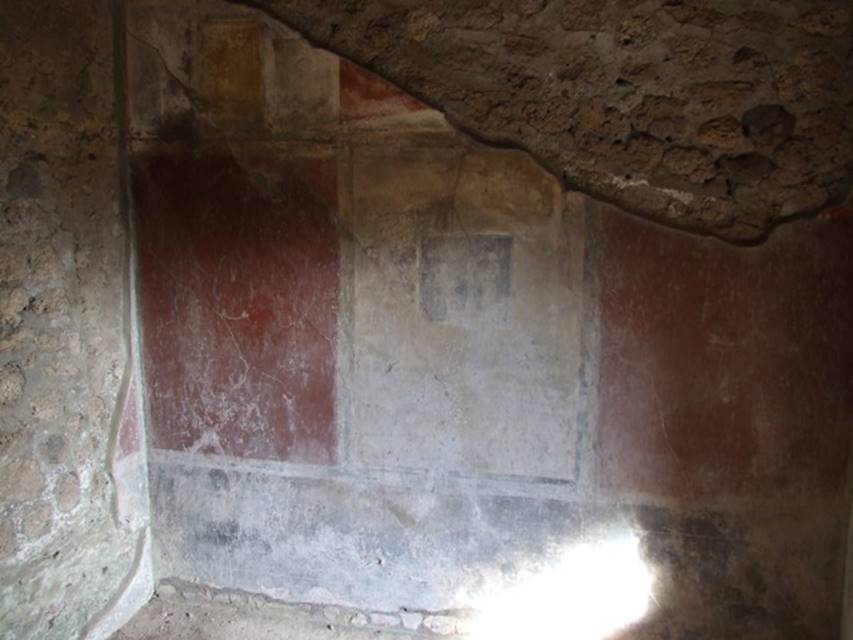
Wandmalereien im 3. Stil